# Båstad
För andra betydelser, se Båstad (olika betydelser).

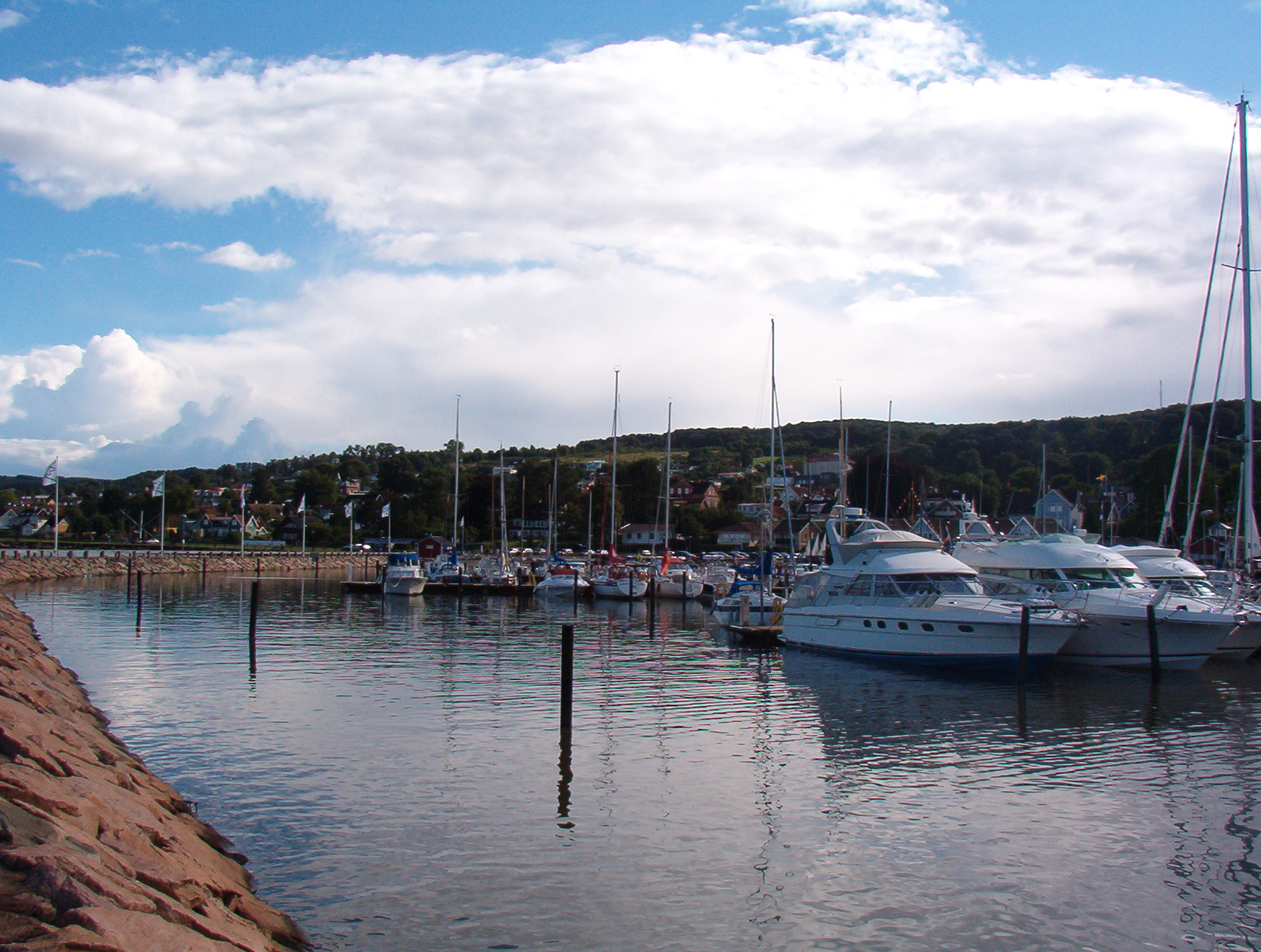
Småbåtshamn i Båstad, juli 2005. Hallandsås syns i bakgrunden.

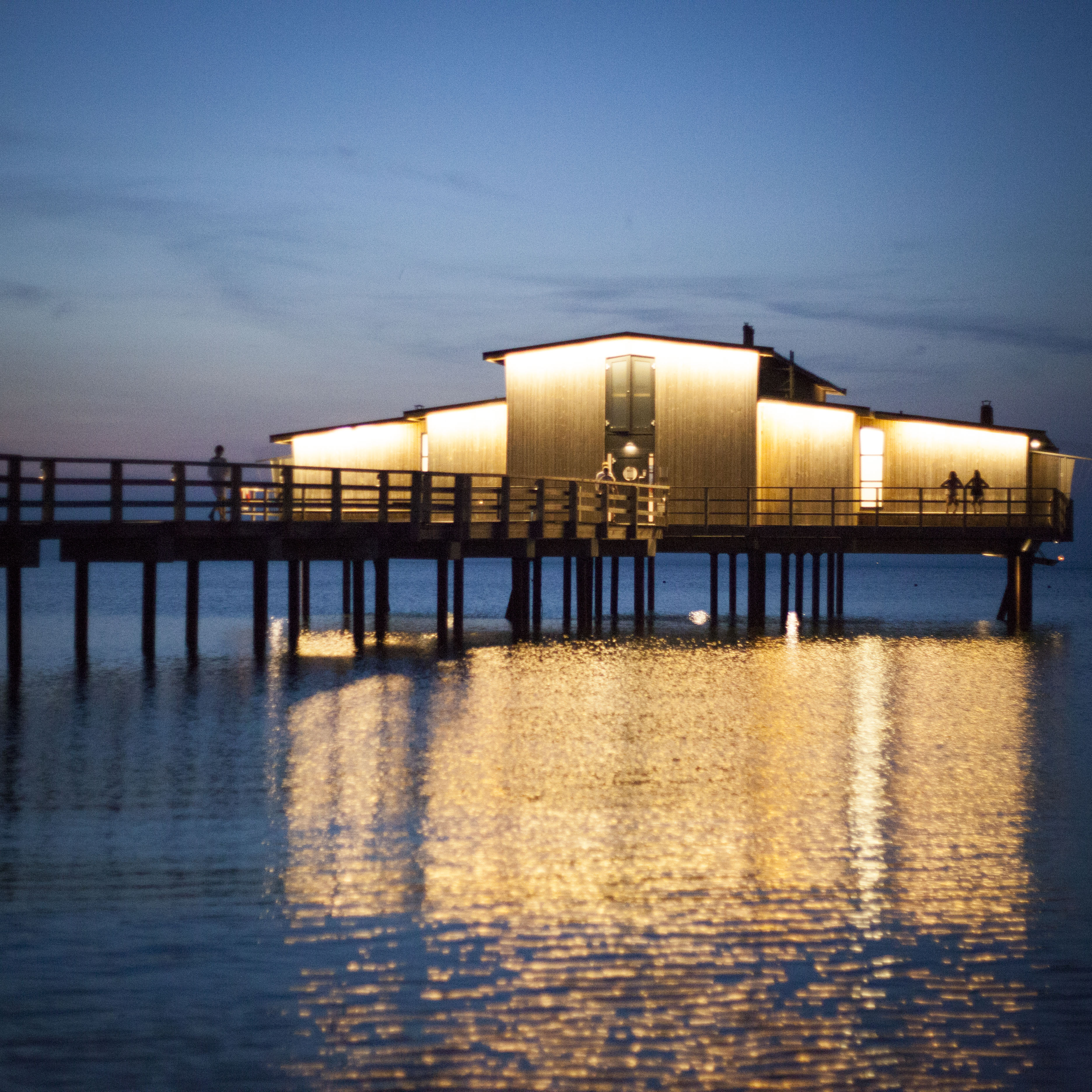
Kallbadhuset i Båstad invigdes 2009.

Båstad är en tätort och centralort i Båstads kommun, Skåne län. Båstad är den största orten på Bjärehalvön och har station på Västkustbanan. Orten ligger vid Hallandsås. Huvuddelen av tätorten ligger i Båstads distrikt (Båstads socken) i landskapet Skåne, men de östra delarna Hemmeslöv och Eskilstorpsstrand tillhör Östra Karups distrikt (Östra Karups socken) i Halland.
På orten ligger Mariakyrkan, en treskeppig kyrka från 1400-talet.
I nordostra delen av Båstad finns Hemmeslövsområdet med sina badstränder. Väster om orten ligger Norrvikens trädgårdar samt internatgymnasiet Apelrydsskolan som drivs av Fredrika Bremer-förbundet. Här ligger också Apelrydsladan där sedan 1993 Båstad kammarmusikfestival arrangeras årligen i juni.

## Historia
Båstad omnämns i skriftliga källor första gången 1450 och erhöll 1462 stadsprivilegier som förnyades 1513. Efter freden i Roskilde och det svenska maktövertagandet 1658 kom Båstads betydelse att sjunka och 1664 fick samhället en särskild sorts privilegier som kallades fleck.
Under Nordiska sjuårskriget skövlades och brändes Båstad 1565 av en svensk strövkår under befäl av Klas Horn.
I augusti 1678, under Skånska kriget, överraskade en dansk trupp under befäl av Johan Rantzau 140 berusade svenska soldater på Båstad torg. Under striden dödades 60 svenskar och två danskar, dessutom togs 30 svenskar till fånga.
En brand ödelade stora delar av staden 1870. Endast husen vid Agardsgatan räddades undan förödelsen. Idag är gatan en sevärdhet med sina låga pittoreska trähus och blommande rosor. Vid gatan ligger bland annat Agardhska gården och Märta Måås-Fjetterströms verkstad, öppnad 1919 och känd för sina vävnader och mattor.
I slutet av 1800-talet byggdes Skåne-Hallands järnväg mellan Helsingborg och Halmstad över Hallandsås, med station i Båstad. I samband med det började staden uppleva en livlig sommarturism, en utveckling som har förstärkts under 1900-talet och numera sätter sin prägel på orten. Tack vare järnvägen och järnvägsstationens tidigare placering någon kilometer från dåtidens Båstad bebyggdes utmarkerna öster om samhället. Därmed kunde den nya kurorten Malen utvecklas. När Hallandsåstunneln invigdes den 8 december 2015 av närings- och innovationsminister Mikael Damberg och Trafikverkets generaldirektör Lena Erixon fick Båstad en ny station, belägen i Hemmeslövsområdet.
Båstad är känt som tennismetropol och sedan 1948 har årliga tennisturneringar arrangerats. År 1968 inträffade de så kallade Båstadskravallerna när en tennismatch i Davis Cup mellan Sverige och Rhodesia avbröts efter våldsamma konfrontationer mellan demonstranter och polis. Nya protester uppstod 1975 när Sverige mötte Chile i Davis Cup, ett land där en militärjunta under Augusto Pinochet ett par år tidigare tagit makten.

### Administrativa tillhörigheter
Båstad var en ort i Båstads socken som 1858 erhöll köpings namn och rättigheter med en styrelse utgjordes av en "stadsförman", vald på obestämd tid, och sex "äldste", valda för två år. I anslutning till kommunreformen 1862 kom orten att ligga i Båstads landskommun men utan att utgöra en köpingskommun, men kallad för köping och från 1885
tillämpades där ordningsstadgan för rikets städer. Orten har också i vissa källor före 1900 kallats för en municipalköping. År 1900 (enligt vissa källor 1924) inrättades i landskommunen municipalsamhället Båstads köpings municipalsamhälle och 8 maj 1931 även Malens municipalsamhälle. 1937 ombildades landskommun med dess municipalsamhällen till köpingskommunen Båstads köping. Köpingen slogs 1971 samman med några landskommuner och kom att ingå i Båstads kommun.
Orten har hört till Båstads församling samt efter utökning även till Östra Karups församling. Från 2010 är dessa sammanförda i Båstad-Östra Karups församling.

### Befolkningsutveckling
| Befolkningsutvecklingen i Båstad 1960–2020              | Befolkningsutvecklingen i Båstad 1960–2020 | Befolkningsutvecklingen i Båstad 1960–2020 | Befolkningsutvecklingen i Båstad 1960–2020 | Befolkningsutvecklingen i Båstad 1960–2020 |
| ------------------------------------------------------- | ------------------------------------------ | ------------------------------------------ | ------------------------------------------ | ------------------------------------------ |
|                                                         |                                            |                                            |                                            |                                            |
| År                                                      |                                            |                                            | Folkmängd                                  | Areal (ha)                                 |
| 1960                                                    | 1960                                       |                                            | 2 411                                      |                                            |
| 1965                                                    | 1965                                       |                                            | 2 383                                      |                                            |
| 1970                                                    | 1970                                       |                                            | 2 395                                      |                                            |
| 1975                                                    | 1975                                       |                                            | 2 452                                      |                                            |
| 1980                                                    | 1980                                       |                                            | 2 857                                      |                                            |
| 1990                                                    | 1990                                       |                                            | 4 174                                      | 601                                        |
| 1995                                                    | 1995                                       |                                            | 4 561                                      | 605                                        |
| 2000                                                    | 2000                                       |                                            | 4 683                                      | 618                                        |
| 2005                                                    | 2005                                       |                                            | 4 793                                      | 626                                        |
| 2010                                                    | 2010                                       |                                            | 4 961                                      | 627                                        |
| 2015                                                    | 2015                                       |                                            | 5 146                                      | 858                                        |
| 2018                                                    | 2018                                       |                                            | 5 513                                      | 870                                        |
| 2020                                                    | 2020                                       |                                            | 5 704                                      | 821                                        |
| Anm.: 2023 sammanväxte Båstad med Boarp och Östra Karup |                                            |                                            |                                            |                                            |

## Stadsdelar

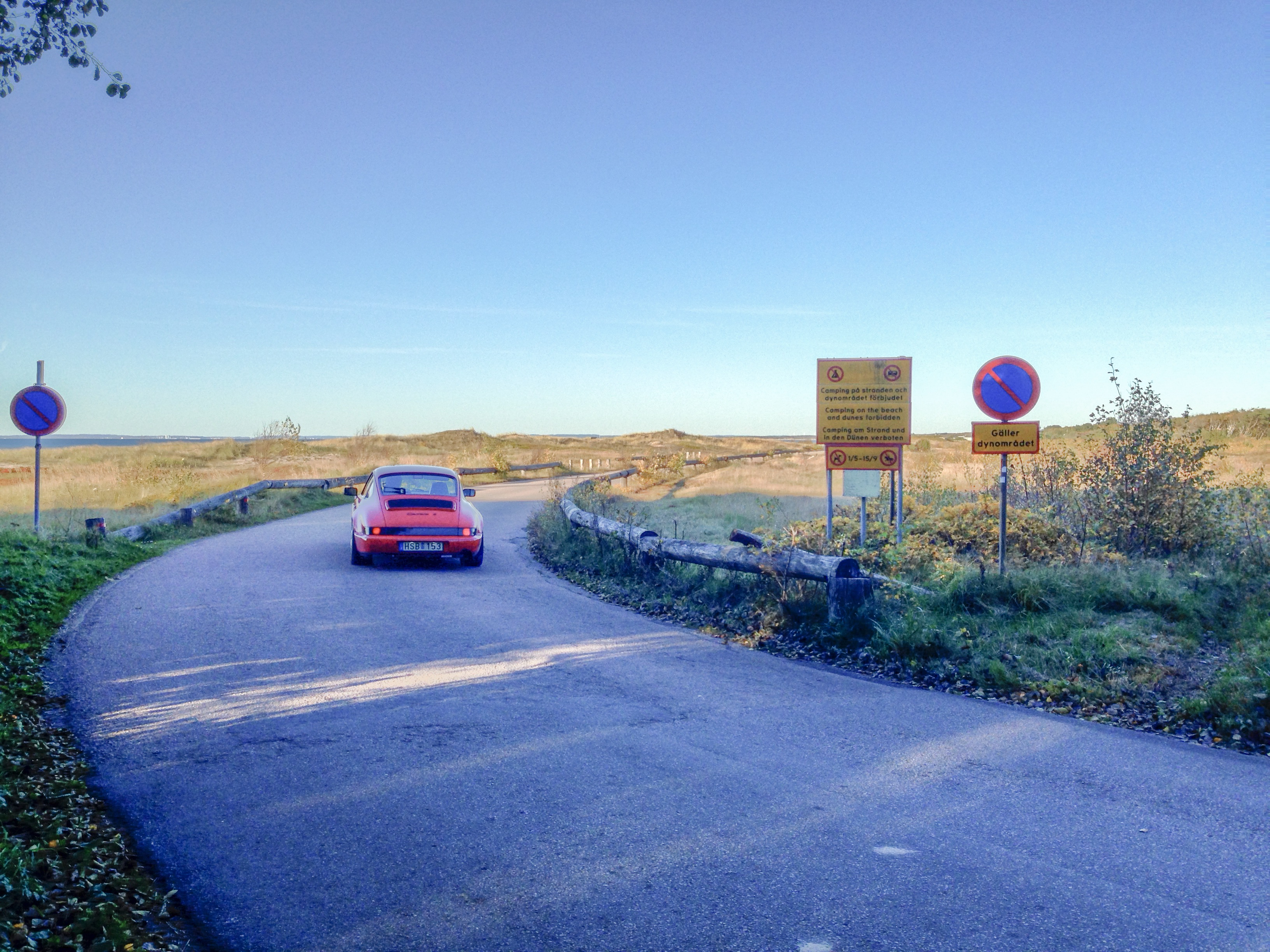
Utfarten från Hemmeslövsområdet, vid sanddynerna och Kattegatt i Eskilstorpsstrand

### Eskilstorpsstrand
Eskilstorpsstrand kännetecken är tillgången till stranden och trollskogen vid Södra Skummeslövs naturreservat samt till vandringsstigar såsom Bokstigen, Bäckstigen, Ekstigen och Tallstigen.

### Hemmeslövsstrand
Hemmeslövsstrand ligger i västra delen av Hemmeslövsområdet med direkt tillgång till stranden samt till Stensån.

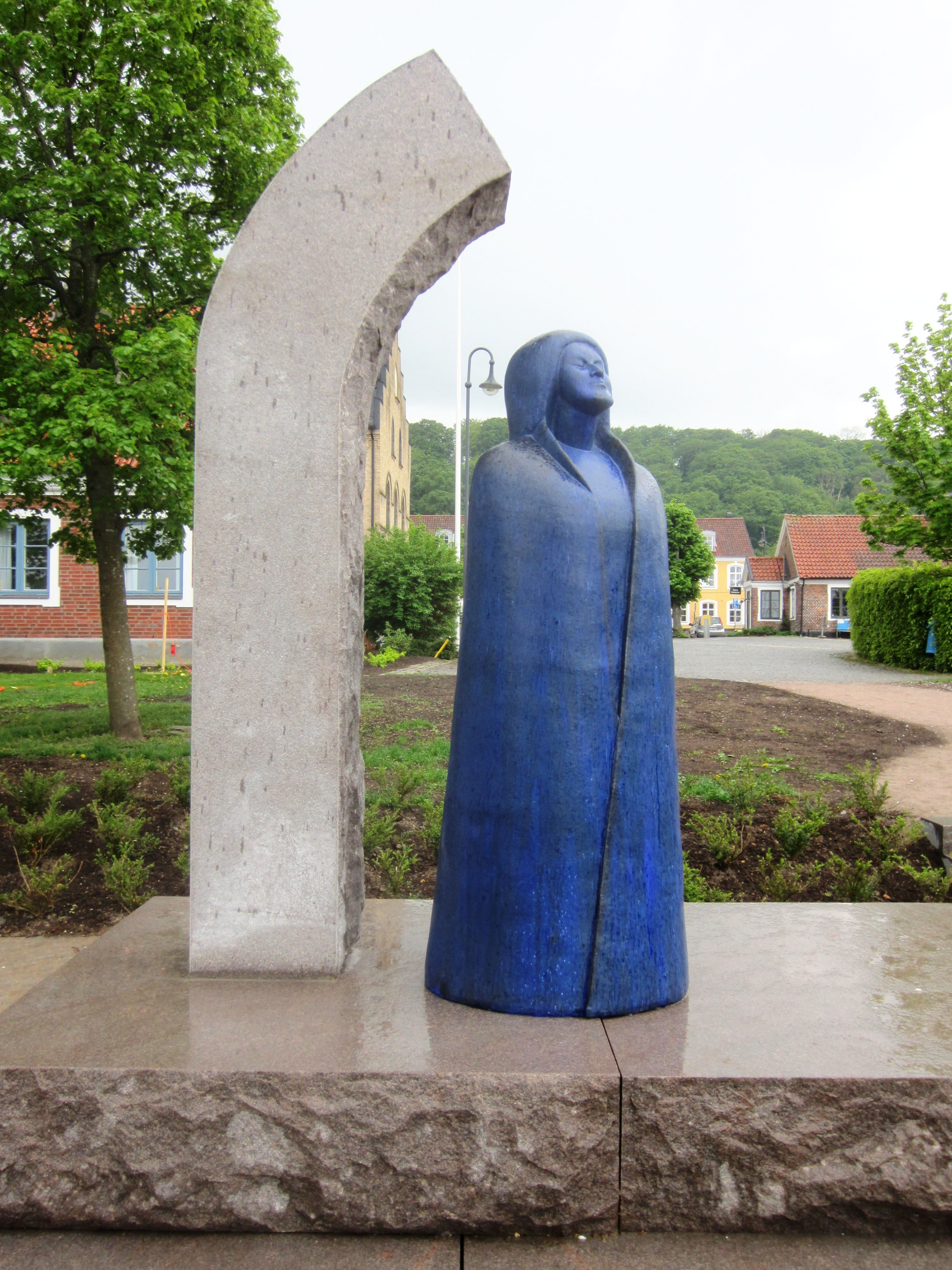
Till minne av Birgit Nilsson restes den 17 maj 2013 statyn "Birgit" vid Birgit Nilssons plats. Skulpturen är utförd av konstnärsparet Ulla och Gustav Kraitz.

### Malen
Malen är ett område i östra delen av Båstad, vid gamla järnvägsstationen, som förr var en kurort och där det fortfarande finns flera pensionat.

### Petersberg
Petersberg är Hemmeslövsområdet mittpunkt med dagligvaruhandel samt tillgång till tennisbanor.

### Ranvikshöjden
Ranvikshöjden ligger i sydvästra delen av Båstad i sluttningen av Hallandsås.

### Riviera
Riviera började bebyggas på 1940-talet runt det för tiden lyxiga hotellet vid den finkorniga sandstranden "Rivieran".

### Båstads nya stationsområde
Vid Båstads nya stationsområde i utkanten av Hemmeslövsområdet är en kommande stadsdel under uppbyggande. Tidigare kallades Åstad för "Nya Hemmeslöv". I anslutning till det nya stationsområdet växer ett nytt köpcentrum, Entré Båstad, upp.

## Näringsliv

### Bankväsen
Båstads sparbank grundades 1859 och blev genom fusioner Bjäre sparbank på 1970-talet. Den uppgick i Sparbanken Gripen år 1990. Denna bank är en del av Swedbank sedan år 2014.
Båstad hade en egen folkbank, Båstad och kringliggande orts folkbank, grundad 1883. Den togs 1906 över av Skånska handelsbanken, som sin tur uppgick i Skandinaviska banken (senare SEB). Historiskt har även Skånska banken, Handelsbanken och Nordea haft kontor i Båstad.
Nordea lämnade Båstad den 17 juni 2011. Den 1 december 2017 stängde även SEB. Därefter fanns Swedbank och Handelsbanken kvar på orten.

## Sport

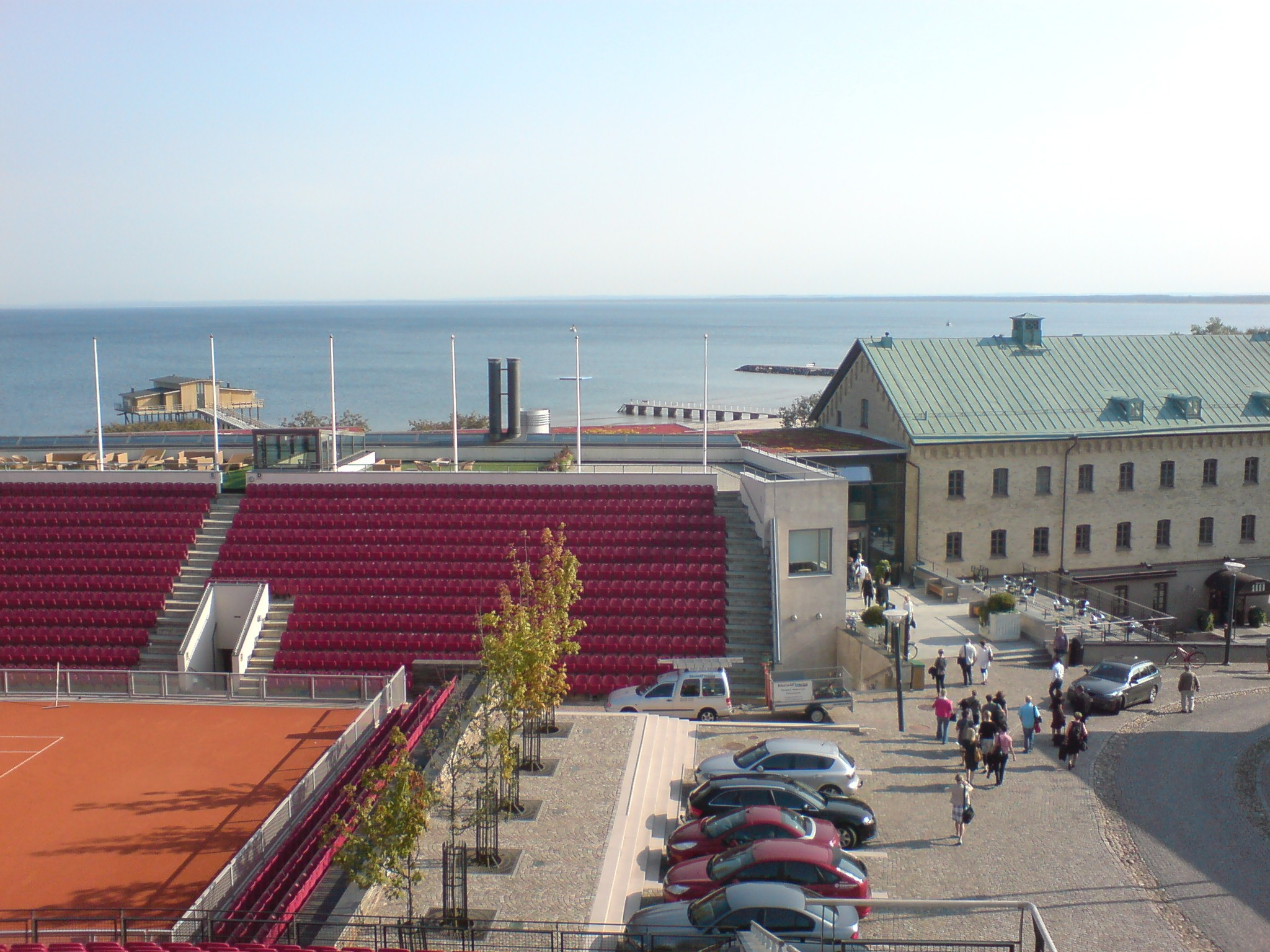
Båstad tennisstadion och Hotel Skansen

I Båstad finns Båstads tennisstadion, som är Nordens största utomhusanläggning för tennis. Centercourten ("A-planen"; se bild) har plats för cirka 6 000 åskådare, samtliga sittplatser. Läktare finns runt ytterligare tre banor. Här arrangeras Swedish Open under Tennisveckan och även ungdomsturneringen Kalle Anka Cup. Tennisklubben på orten heter Båstad Tennissällskap och håller till på Båstad Sportcenter, i folkmun kallat Drivan. Här finns också Friskis & Svettis.
En annan förening är Båstad GIF som bedriver fotboll, innebandy och friidrott. Föreningen har huvudansvaret för den årliga innebandyturneringen Outdoor open som spelas på tennisstadion i Båstad under augusti.